# Jo Zwaan
Johan Gerard (Jo) Zwaan (Amsterdam, 11 november 1922 - Diemen, 5 februari 2012) was een Nederlandse atleet, die zich had toegelegd op de sprint. Hij werd vooral bekend vanwege zijn internationale optredens in estafetteverband tijdens de Europese baankampioenschappen van 1946 in Oslo en de Olympische Spelen van 1948 in Londen. In dit laatste jaar werd hij bovendien Nederlands sprintkampioen. Jo Zwaan was de oudere broer van Jan Zwaan, voormalig meervoudig Nederlands kampioen op de 110 m horden.

## Loopbaan
Zwaan, lid van de Amsterdamse atletiekvereniging AAC, nam op de EK van 1946 deel aan de 4 x 100 m estafette. Samen met Gabe Scholten, Jan Lammers en Chris van Osta wist hij door te dringen tot de finale, waarin het team op een zeer verdienstelijke vierde plaats eindigde met een tijd van 42,3. In 1948 nam hij op de Olympische Spelen in Londen deel aan de 100 m individueel en de 4 x 100 m estafette. Op het eerste onderdeel strandde hij in de achtste serie van de eliminaties als vijfde met 11,0. Volgens Zwaan kwam dit vooral, doordat bondscoach Jan Blankers slechts aandacht had voor de prestaties van zijn vrouw Fanny. Daardoor moest hij twee uur in een ijskoud en nat Wembley stadion de warming-up doen. Journalist Klaas Peereboom beschrijft in zijn 'Olympisch Logboek' echter een andere oorzaak van Zwaans eliminatie: "Zwaan wond ons eerst nog even op door een flitsende start, maar toen de Cubaan Rafael Fortun Chacon en de Australiër Bartram naast hem kwamen, verloor hij snel zelfvertrouwen en terrein, tot hij als vijfde finishte. Voor de eerste drie werd respectievelijk 10,7, 10,8 en 10,8 seconden gestopt, tijden waar Zwaan in Nederland "goed" voor is. In Nederland..."
Op de 4 x 100 m won het Nederlandse team, dat naast Jo Zwaan uit Gabe Scholten, Jan Meijer en Jan Lammers bestond, zijn serie in 41,7, waarna het in de finale op de zesde en laatste plaats finishte in 41,9. Doordat na afloop van de finale het winnende Amerikaanse team wegens een verkeerde wissel werd gediskwalificeerd, leek er zelfs enige tijd nog een vijfde plaats in te zitten. Een amateurfilmpje toonde later echter aan, dat de eerdere diskwalificatie ten onrechte was geweest, waarna deze werd teruggedraaid. De Amerikaanse estafetteploeg werd drie dagen later in ere hersteld en alsnog met goud omhangen. Het Nederlandse team kwam daardoor opnieuw op de zesde plaats terecht.
Jo Zwaan maakte gedurende zijn atletiekloopbaan tweemaal deel uit van een estafetteteam dat een nationaal record vestigde. De eerste keer was dit in 1947, toen hij samen met Jan Lammers, Chris van Osta en Jan Kleyn op de 4 x 200 m estafette tot 1.28,4 kwam. Twee jaar later was hij opnieuw lid van een team dat op dit estafettenummer een recordprestatie leverde. Samen met Bé Holst, Jan Lammers, en Jan Kleyn zette hij een tijd neer van 1.27,6. Dit record hield stand tot 1970.

## Nederlandse kampioenschappen
| Onderdeel | Jaar |
| --------- | ---- |
| 100 m     | 1948 |

## Persoonlijke records
| Onderdeel | Prestatie | Datum        | Plaats    |
| --------- | --------- | ------------ | --------- |
| 100 m     | 10,6 s    | 25 juli 1943 | Amsterdam |
| 200 m     | 22,0 s    | 1943         |           |